# Уола Уола
Уола Уола (на английски: Walla Walla) е град в окръг Уола Уола, щата Вашингтон, САЩ. Уола Уола е с население от 29 686 жители (2000) и обща площ от 28,1 km². Намира се на 287 m надморска височина. ЗИП кодът му е 99362, а телефонният му код е 509.

## Личности
Родени в Уола Уола
- Конър Триниър (р. 1969), актьор
- Адам Уест (р. 1928), актьор